# Кацура-но-мия
См. также Принц Кацура, второй сын принца Микасы.
Кацура-но-мия (яп. 桂宮) — один из четырех синнокэ, ветвей императорской семьи Японии, которые имели право наследовать Хризантемовый трон после угасания основной императорской линии. Дом был основан принцем Тосихито (1579—1629), внуком императора Огимати и братом императора Го-Ёдзэя. Дом Кацура-но-мия является вторым по старшинству из синнокэ, после Фусими-но-мия.
Дом Кацура-но-мия угасал несколько раз и претерпевал ряд изменений в названии. Изначально он был известен под название Хатидзё-но-мия. Принц Хатидзё-но-мия Тосихито проживал в императорском дворце Кацура в Киото, поэтому он и все другие главы дома назывались Кацура-но-мия.
Принц Ёсихита из Микасы (1948—2014), второй сын принца Микасы, получил титул Кацура-но-мия в 1988 году. Однако этот титул был связан с его эмблемой (яп. お印 о-сируси), растением церцидифиллюм, и, следовательно, не имеет отношения к титулу синнокэ.
|    | Имя                                                 | Дата рождения | Дата наследования титула | Дата смерти | Примечания                                                                                |
| -- | --------------------------------------------------- | ------------- | ------------------------ | ----------- | ----------------------------------------------------------------------------------------- |
| 1  | Хатидзё-но-мия Тосихито синно (яп. 八条宮 智仁親王) | 1579          | 1589                     | 1629        | Шестой сын принца Масахито (1552—1586, внук императора Огимати и брат императора Го-Ёдзэя |
| 2  | Хатидзё-но-мия Тоситада синно (яп. 八条宮 智忠親王) | 1620          | 1629                     | 1662        | Сын предыдущего, женат на внучке Маэда Тосииэ                                             |
| 3  | Хатидзё-но-мия Ясухито синно (яп. 八条宮 穏仁親王)  | 1643          | 1662                     | 1665        | Сын императора Го-Мидзуноо, первый кузен Тоситады                                         |
| 4  | Хатидзё-но-мия Осахито синно (яп. 八条宮 長仁親王)  | 1655          | 1665                     | 1675        | Старший сын императора Го-Сая, брат предыдущего                                           |
| 5  | Хатидзё-но-мия Наохито синно (яп. 八条宮 尚仁親王)  | 1671          | 1675                     | 1689        | Брат предыдущего                                                                          |
| 6  | Токиваи-но-мия Саку-но-мия (яп. 常磐井宮 作宮)      | 1689          | 1689                     | 1692        | Сын императора Рэйгэна, кузен Наохито                                                     |
| 7  | Кёгоку-но-мия Аяхито синно (яп. 京極宮 文仁親王)    | 1680          | 1697                     | 1711        | Брат Саку-но-мии, приёмный сын Арисугавы-но-мии Юкихито                                   |
| 8  | Кёгоку-но-мия Якахито синно (яп. 京極宮 家仁親王)   | 1704          | 1709                     | 1768        | Сын предыдущего                                                                           |
| 9  | Кёгоку-но-мия Кинхито синно (яп. 京極宮 公仁親王)   | 1733          | 1768                     | 1770        | Сын предыдущего                                                                           |
| 10 | Кацура-но-мия Такэхито синно (яп. 桂宮 盛仁親王)    | 1810          | 1810                     | 1811        | Сын императора Кокаку, родственник Кинхито                                                |
| 11 | Кацура-но-мия Мисахито синно (яп. 桂宮 節仁親王)    | 1833          | 1836                     | 1836        | Сын императора Нинко, племянник Такэхито                                                  |
| 12 | Кацура-но-мия Сумико найсинно (яп. 桂宮 淑子内親王) | 1829          | 1863                     | 1881        | Дочь императора Нинко, сводная сестра Кадзу-но-мии Тикако                                 |